# Leonardo Sbaraglia
Leonardo Sbaraglia   (Buenos Aires, 30 de juny de 1970) nom artístic de Leonardo Máximo Sbaraglia és un actor argentí. És conegut pels seus treballs de gran versatilitat en la cinematografia i televisió argentines i hispanes, i durant la seva extensa trajectòria ha rebut diversos premis a la seva diversa tasca. És un dels actors argentins que ha treballat a Hollywood.
Entre els seus films més destacats es troben La noche de los lápices, Caballos salvajes, Plata quemada, Intacto, Salvador (Puig Antich) i Diari d'una nimfòmana, entre d'altres.
Sbaraglia ha estat guanyador, per actuacions televisives i cinematogràfiques, de diversos premis com ara: dos Martín Fierro, un premi Goya, i nominacions al Còndor de Plata i Emmy Award, entre d'altres.

## Filmografia

### Cinema
| Any  | Títol                               | Paper               | Notes                                      |
| ---- | ----------------------------------- | ------------------- | ------------------------------------------ |
| 1986 | La Noche de los lápices             | Daniel              |                                            |
| 1993 | Copyright                           |                     |                                            |
| 1993 | Tango feroz: la leyenda de Tanguito | Pedro               |                                            |
| 1994 | Fuego gris                          |                     |                                            |
| 1995 | Fotos del alma                      |                     |                                            |
| 1995 | No te mueras sin decirme adónde vas | Pablo               |                                            |
| 1995 | Caballos salvajes                   | Pedro               |                                            |
| 1996 | Carlos Monzón, el segundo juicio    |                     |                                            |
| 1996 | Besos en la frente                  | Sebastián Miguez    |                                            |
| 1997 | Cenizas del paraíso                 | Pedro Makantasis    |                                            |
| 1998 | Bajamar                             |                     |                                            |
| 1998 | Vendado y frío                      |                     |                                            |
| 2000 | Plata quemada                       | El Nene             |                                            |
| 2001 | Intacto                             | Tomás               | Goya al millor actor revelació             |
| 2002 | En la ciudad sin límites            | Victor              |                                            |
| 2002 | Nowhere                             | Paolo Brandi        |                                            |
| 2002 | Deseo                               | Pablo               |                                            |
| 2003 | Utopía                              | Adrián              |                                            |
| 2003 | Carmen                              | José                |                                            |
| 2003 | Cleopatra                           | Carlos              |                                            |
| 2004 | La puta y la ballena                | Emilio              |                                            |
| 2004 | La mitad negada                     |                     |                                            |
| 2005 | Oculto                              | Alex                |                                            |
| 2006 | Salvador (Puig Antich)              | Jesús               | Nominació − Goya al millor actor secundari |
| 2006 | De bares                            |                     |                                            |
| 2007 | Concursante                         | Martín Circo Martín |                                            |
| 2007 | El rey de la montaña                | Quim                |                                            |
| 2008 | Violanchelo                         | Dr. Márquez         |                                            |
| 2008 | Santos                              | Arturo Antares      |                                            |
| 2008 | Diario de una ninfómana             | Jaime               |                                            |
| 2009 | Las viudas de los jueves            | Ronnie              |                                            |
| 2009 | El corredor nocturno                | Lopez               |                                            |
| 2010 | Sin retorno                         | Federico Samaniego  |                                            |
| 2011 | El campo                            | Santiago            |                                            |
| 2011 | Vaquero                             | Alonso              |                                            |
| 2012 | Llums vermells                      | Leonardo Palladino  |                                            |
| 2012 | Restos                              | Daniel              |                                            |
| 2014 | Wild Tales                          | Damián Szifrón      |                                            |
| 2014 | Aire libre                          | Manuel              |                                            |
| 2014 | Choele                              | Daniel              |                                            |
| 2016 | Cinco segundos antes de morir       |                     |                                            |
| 2016 | Al final del túnel                  | Joaquín             |                                            |
| 2016 | Nieve negra                         |                     |                                            |
| 2016 | Sangre en la boca                   |                     |                                            |
| 2016 | El otro hermano                     |                     |                                            |
| 2024 | Puan                                |                     |                                            |